# Копеечник Разумовского
Копе́ечник Разумо́вского (лат. Hedȳsarum razoumoviānum) — вид двудольных растений рода Копеечник (Hedysarum) семейства Бобовые (Fabaceae). Впервые описан швейцарским ботаником Огюстеном Пирамом Декандолем.
Вариант написания таксономического названия — Hedysarum rasoumovianum.

## Распространение, описание
Распространён в России и Казахстане. В России участки произрастания растения отмечены в Республике Башкортостан, Волгоградской, Оренбургской, Саратовской, Ульяновской и Челябинской областях, в Казахстане — в Западно-Казахстанской, Актюбинской и Костанайской областях.
Многолетний кустарник. Листья сложные с перистым членением, размещены очерёдно. Соцветие кистевидное, несёт пятилепестковые цветки. Плод — боб.

## Замечания по охране
Включён в Красную книгу Российской Федерации, в региональные Красные книги республик Башкортостан и Татарстан, Оренбургской, Самарской, Саратовской и Ульяновской областей, а также в Красную книгу Казахстана. Ранее также включался в Красную книгу РСФСР. На территории Западно-Казахстанской области (Казахстан) считается редким видом.